# Андреј Петров
Андреј Борисовић Петров (27. децембар 1945) је руски балетски играч.

## Биографија
Рођен је 27. децембра 1945. године у породици глумице Московског позоришта „Ромен“ Олге Петрове и плесача Бољшова театра, Бориса Холфина-представника познате московске балетске династије Холфиних.
Године 1965. завршио је Московску државну академију кореографије у класи Г.М.Јевдокимова и придружио се трупи Бољшова театра, где је плесао до 1986. године. Плесач упечатљиве индвидуалности изводио је водеће карактерне и играчке партије у класичним и савременим балетима. Завршио је Руски институт позоришне уметности— ГИТИС (курс Р. В. Захарова и Е. Ј. Чанга) 1976. године. Потом је од 1977. до 1979. године стажирао код Ј. Н. Григоровића. Играо је у представама московских драмских позоришта "Пријатељу, веруј!" (1973, Театар на Таганке), „Путовали су цигани“ (1974, Московско позориште «Ромен»), «Ленушка» (1975, Позориште на малој Броној), „Пали су снегови“ (1975, Позориште Сов. Армије), „Ћерка, отац и гитариста“ (1989, Театар на Таганке).
У периоду од 1986. до 1990. године био је балет мајстор Московске државне академије кореографије, затим вођа трупе Бољшова театра, где је наступао у неколико балета и опера, а потом и балет мајстор Државног Кремљевског дворца. Од 1990. године био је уметнички директор и оснивач Позоришта балета КДС (од 1992. године — Позориште балета ГКД (Кремљевски балет). Професионално ангажовање је наставио као генерални директор Државног Кремљевског дворца, где је био режисер многих концертних програма. Од 1997. године постаје стални члан Међународне Академије Информатизације, а три године касније и стални члан-академик Међународне Академије Уметности. Године 2004. постаје професор катедре кореографије и теорије балета Московске државне академије кореографије, а следеће године и председник оргкомитета Десетог московског међународног конкурса уметника балета и кореографа.
Од 2006. године радио је као секретар Савеза позоришних радника Руске Федерације, председник Комисије СТД РФ за кореографију., да би 2008. године постао председник жирија Руског конкурса уметника балета Г. С. Уланове (г. Краснојарск).

## Поставке

### Поставке у Большом театру

#### Балети
- 1977 — «Удика црвена» музика Е. Светланов
- 1981 — «Дрвени принц» Б. Барток
- 1985 — «Скице» музика А. Шнитка
- 1985 — «Витез тужног изгледа» музика Р. Штраус

#### Опере
- 1978 — «Октобар» В. Мурадели
- 1979 — «Повучен револуцијом» Э. Лазарев
- 1983 — «Ифигенија у Авлиди» К. В. Гљук
- 1983 — «Отмица месеца» О. Тактакишвили
- 1985 — «Прича о правом човеку » С. Прокофјев
- 1988 — «Млада» Н. Римски-Корсаков
- 1989 — «Риголето» Џ. Верди
- 1990 — «Ноћ пре Божића» Н. Римски-Корсаков

### Поставке у другим позориштима
- 1983 — «Пролећна прича» музика П. Чајковски — Софијская народна опера
- 1986 — «Тимур и његова група» И. Агафоников — Московска академија кореографије на сцени Државног Кремљевског дворца
- 1986 — «Дванаест столица» Г. Гладков — Чељабинско позориште опере и балета
- 1987 — «Скице» музика А. Шнитке — Софијская народна опера
- 2005 — «Аркаим» Л. Исмагилова — Башкирско државно позориште опере и балета
- 2005 — «Лењинградска симфонија» музика Д. Шостаковић — Шанхајски центар борилачких вештина, трупа SOH Dance Troupe
- 2008 — «Камени цвет» С. Прокофјев — Јекатеринбуршко државно академско позориште опере и балета

### Поставке у Позоришту «Кремлевски балет»
- 1992 — «Руслан и Људмила» музика М. Глинка
- 1993 — «Крцко Орашчић» П. Чајковски
- 1995 — «Зевс» Д. Арапис; «Наполеон Бонапарта» Т. Хреников
- 1997 — «Лабудово језеро» П. Чајковски; "Невски проспект: «Портрет» музика Д. Шостаковић и «Скице»музика А. Шнитке
- 1998 — «Том Сојер» П. Овсјаников
- 2000 — «Фантастична симфонија»музика Г. Берлиоз
- 2001 — «Лепотица са плавим очима» музика Л. Делиб
- 2003 — «Жизел» А. Адан; «Катја и принц Сиама» П. Овсјаников
- 2005 — «Успавана лепотица» П. Чајковски
- 2006 — «Есмералда» Ц. Пуни
- 2008 — «Фигаро» музика В. А. Моцарт и Џ. Росини
- 2009 — «Снежана» музика П. Чајковски
- 2010 — «Хиљаду и једна ноћ» Ф. Амиров

## Награде и звања
- Медаља «За истакнут рад» (1976)
- Медаља и почасни знак Друштва аустријско-совјетске дружбе «За заслуге у јачању братске дружбе совјетског и аустријског народа» (1981)
- Народни уметник РСФСР (1985);
- Медаља «Pro cultura Hungaria», виша награда Министарства Културе и Образовања Аустријске Народне Републике (1986)
- Сертификат части Председника Руске Федерације (1995, 1996)
- Медаља Жукова (1996)
- Јубилејска награда «300 година Руске флоте» (1996)
- Орден «За заслуге Отаџбини» IV степена (1998)
- Сертификат части Владе Руске Федерације (1998)
- Орден светог благоверног кнеза Данила Московског III степена (РПЦ, 1998)[тражи се извор]
- Орден «За истакнуте заслуге у информациологији» Међународне академије информатизације (2000)
- Орден Части (2005)[2]
- Орден Дружбе (2011)[3]